# (688708) 2012 WD37
(688708) 2012 WD37 est un objet transneptunien faisant partie des objets épars d'environ 160 km de diamètre.